# Allsvenskan de 2000
A Primeira Divisão do Campeonato Sueco de Futebol da temporada 2000, denominada oficialmente de Allsvenskan 2000, foi a 76º edição da principal divisão do futebol sueco. O campeão foi o Halmstads BK  que conquistou seu 4º título nacional e se classificou para a Liga dos Campeões da UEFA de 2001-02.

## Premiação
| Allsvenskan 2000                 |
| Sweden                           |
| -------------------------------- |
| HALMSTADS BK Campeão (4º título) |

## Artilharia
|   | Jogador           | País   | Clube           | Gols |
| - | ----------------- | ------ | --------------- | ---- |
| 1 | Fredrik Berglund  | Suécia | IF Elfsborg     | 18   |
| 2 | Marcus Allbäck    | Suécia | Örgryte IS      | 16   |
| 3 | Gustaf Andersson  | Suécia | IFK Göteborg    | 14   |
| 4 | Kaj Eskelinen     | Suécia | Hammarby IF     | 12   |
| 4 | Alvaro Santos     | Brasil | Helsingborgs IF | 12   |
| 6 | Tomas Rosenkvist  | Suécia | IFK Göteborg    | 10   |
| 6 | Stefan Selakovic  | Suécia | Halmstads BK    | 10   |
| 6 | Rade Prica        | Suécia | Helsingborgs IF | 10   |
| 6 | Niklas Skoog      | Suécia | Malmö FF        | 10   |
| 6 | Mattias Flodström | Suécia | IFK Norrköping  | 10   |
| 6 | Anders Svensson   | Suécia | IF Elfsborg     | 10   |